# Encava
 (octobre 2016).
Si vous disposez d'ouvrages ou d'articles de référence ou si vous connaissez des sites web de qualité traitant du thème abordé ici, merci de compléter l'article en donnant les références utiles à sa vérifiabilité et en les liant à la section « Notes et références ».
Encava (Ensamblaje de Carrocerías Valencia, C.A.) est une entreprise vénézuélienne de production d’autobus fondée en 1962. Encava est le principal fabricant de bus du Venezuela.